# Beto Monteiro
Alberto Luíz Evaristo Monteiro Neto, ou simplesmente Beto Monteiro (Recife, 18 de agosto de 1975) é um piloto automobilístico brasileiro.  atualmente competindo na Copa Truck e na Stock Car. É tetracampeão da categoria em 2004, 2013, 2019 e 2020.

## Trajetória esportiva

### Inicio
Campeão por onde passou, começou sua carreira no kart e logo passou para os fórmulas, onde disputou a F3 Italiana. Além disso, Beto também foi piloto da Nascar, onde já disputou diversas corridas nos Estados Unidos.

### Fórmula Truck
De volta ao Brasil, ingressou na Fórmula Truck, onde foi campeão brasileiro em 2004, 2013, 2019 e 2020, campeão Sul Americano em 2013 (onde também foi vice-campeão do Sul Americano 2012).

### Stock Car
Em 2021, Beto Monteiro fará sua primeira temporada completa na Stock Car. No passado já havia participado como convidado em corrida de duplas.

### Títulos
- Fórmula Truck: 2004, 2013.
- Copa Truck: 2019, 2020.